# Peter Nordell
Peter Nordell, född den 30 augusti 1966 i DuPage County, Illinois, är en amerikansk roddare.
Han tog OS-brons i åtta med styrman i samband med de olympiska roddtävlingarna 1988 i Seoul.